# Gruppo sanguigno
Il gruppo sanguigno è una delle numerose caratteristiche biometriche e genetiche di un individuo e viene classificato tramite la presenza o l'assenza di antigeni sulla superficie dei globuli rossi. Questi antigeni possono essere proteine, carboidrati, glicoproteine o glicolipidi, dipendenti dal sistema di classificazione usato, e alcuni di essi sono presenti anche sulla superficie di altri tipi di cellule di vari tessuti (praticamente in tutte eccetto che in quelle nervose).
Il gruppo sanguigno è geneticamente determinato ed ereditato alla nascita e presenta contributi da entrambi i genitori. Un insieme di diversi antigeni superficiali, che derivano da un allele e da geni strettamente correlati, formano collettivamente un sistema di gruppi sanguigni.
Fino al 1901 si ignorava l'esistenza dei gruppi sanguigni. Gli studi di Karl Landsteiner portarono dapprima alla suddivisione del sangue nei vari gruppi sanguigni del sistema AB0, e successivamente alla scoperta di altri fattori che distinguono i diversi tipi di sangue, quale ad esempio il fattore Rh.

## L'immunità di base
Il sistema immunitario di ogni individuo è naturalmente capace di reagire contro il sangue non proprio, attraverso anticorpi che possono specificamente legarsi a dei particolari antigeni: sembra un paradosso che un individuo abbia già presenti anticorpi contro antigeni mai incontrati e che non presenta; la spiegazione più plausibile sembra essere che i glicolipidi dei batteri intestinali cross-reagiscano con gli antigeni AB0, presentandoli alle cellule del sistema immunitario.
Questi anticorpi si possono legare ad antigeni sulla superficie dei globuli rossi trasfusi (o di altre cellule tissutali), portando spesso a una loro distruzione attraverso l'intervento di altri componenti del sistema immunitario. Quando gli anticorpi IgM si legano alle cellule trasfuse, queste ultime possono essere agglutinate e distrutte. 
Reazioni post-trasfusione che coinvolgano antigeni minori e antigeni deboli possono portare a problemi minimi, incompatibilità più serie possono portare a una risposta più vigorosa da parte del sistema immunitario con una emolisi intravascolare massiva (massiccia distruzione di globuli rossi), bassa pressione sanguigna e, nei casi più estremi, morte.

## Sistemi di classificazione
La International Society of Blood Transfusion riconosce oggi oltre 30 sistemi diversi di classificazione dei gruppi sanguigni. 
In aggiunta agli antigeni AB0 e agli antigeni Rh, i primi scoperti, molti altri antigeni sono espressi sulla membrana superficiale dei globuli rossi. Molti dei sistemi di classificazione dei gruppi sanguigni furono denominati con il nome dei pazienti nei quali i corrispondenti anticorpi furono incontrati per la prima volta.
Per esempio, un individuo può avere sangue AB Rh+ e allo stesso tempo M+ e N+ (sistema MNS), K+ (sistema Kell), Lea+ o Leb+ (sistema Lewis), e così via, essendo positivo o negativo per ogni sistema di gruppi sanguigni. 
Dopo la scoperta della variabilità della proteina Mal, i sistemi di gruppi sanguigni noti al 2024 sono divenuti 47.
| Numero | Nome del sistema           | Sigla | Tipo di antigene                                                                        | Locus genico |
| ------ | -------------------------- | ----- | --------------------------------------------------------------------------------------- | ------------ |
| 001    | AB0                        | AB0   | Carboidrati (N-acetilgalattosammina, galattosio).                                       | 9q34.2       |
| 002    | MNS                        | MNS   | GPA, GPB (glicoforine A e B). Antigeni: M, N, S, s.                                     | 4q31.21      |
| 003    | P                          | P     | Glicolipidi. Antigeni: P1, P, Pk.                                                       | 22q13.2      |
| 004    | Rh                         | RH    | Proteine. Antigeni: C, c, D, E, e.                                                      | 1p36.11      |
| 005    | Lutheran                   | LU    | Proteina (immunoglobulina). 21 antigeni.                                                | 19q13.32     |
| 006    | Kell                       | KEL   | Glicoproteina.                                                                          | 7q34         |
| 007    | Lewis                      | LE    | Carboidrato (fucosio). Antigeni: Lea, Leb                                               | 19p13.3      |
| 008    | Duffy                      | FY    | Proteine (recettori delle chemochine). Antigeni: Fya, Fyb.                              | 1q23.2       |
| 009    | Kidd                       | JK    | Proteina (trasportatore dell'urea). Antigeni: Jka, Jkb.                                 | 18q12.3      |
| 010    | Diego                      | DI    | Glicoproteina (banda 3, AE 1).                                                          | 17q21.31     |
| 011    | Yt                         | YT    | Proteina (acetilcolinesterasi).                                                         | 7q22.1       |
| 012    | XG                         | XG    | Glicoproteina.                                                                          | Xp22.33      |
| 013    | Scianna                    | SC    | Glicoproteina.                                                                          | 1p34.2       |
| 014    | Dombrock                   | DO    | Glicoproteina (fissata alla membrana da glicosilfosfatidilinositolo).                   | 12p12.3      |
| 015    | Colton                     | CO    | Aquaporina 1. Antigeni: Co(a), Co(b).                                                   | 7p14.3       |
| 016    | Landsteiner-Wiener         | LW    | Proteina (immunoglobulina).                                                             | 19p13.2      |
| 017    | Chido                      | CH    | Frazioni del complemento. Antigeni: C4a, C4b                                            | 6p21.3       |
| 018    | Hh                         | H     | Carboidrato (fucosio).                                                                  | 19q13.33     |
| 019    | XK                         | XK    | Glicoproteina.                                                                          | Xp21.1       |
| 020    | Gerbich                    | GE    | GPC, GPD (glicoforine C e D).                                                           | 2q14.3       |
| 021    | Cromer                     | CROM  | Glicoproteina (DAF o CD55, fissata alla membrana da glicosilfosfatidilinositolo).       | 1q32.2       |
| 022    | Knops                      | KN    | Glicoproteina (CR1 o CD35).                                                             | 1q32.2       |
| 023    | Indian                     | IN    | Glicoproteina (CD44).                                                                   | 11p13        |
| 024    | Ok                         | OK    | Glicoproteina (CD147).                                                                  | 19p13.3      |
| 025    | Raph                       | RAPH  | Glicoproteina.                                                                          | 11p15.5      |
| 026    | JMH                        | JMH   | Proteina (Semaforina 7A o CD108, fissata alla membrana da glicosilfosfatidilinositolo). | 15q24.1      |
| 027    | Ii                         | I     | Polisaccaride. Antigeni: I, i.                                                          | 6p24.2       |
| 028    | Globoside                  | GLOB  | Glicolipide. Antigene: P.                                                               | 3q26.1       |
| 029    | GIL                        | GIL   | Aquaporina 3.                                                                           | 9p13.3       |
| 030    | Rh-associated glycoprotein | RHAg  | Glicoproteina associata all'Rh.                                                         | 6p21-qter    |
| 031    | Forssman                   | FORS  | Globoside alfa-1,3-N-acetilgalattosaminiltransferasi 1 (GBGT1)                          | 9q34.13      |
| 032    | Langereis                  | LAN   | ATP-binding cassette, trasportatore mitocondriale delle porfirine (ABCB6).              | 2q36         |
| 033    | Junior                     | JR    | Proteina multitrasportatore (ABCG2)                                                     | 4q22         |
| 034    | Vel                        | Vel   |                                                                                         | 1p36.32      |
| 035    | CD59                       | CD59  |                                                                                         | 11p13        |
| 036    | Augustine                  | AUG   | Proteina (trasportatore).                                                               | 6p21.1       |
| 037    | KANNO                      | PRNP  |                                                                                         | 20p13        |
| 038    | SID                        |       |                                                                                         |              |

### Sistema AB0

Il gruppo sanguigno secondo il sistema AB0, determinato dagli antigeni presenti sui globuli rossi e dagli anticorpi nel plasma

Tutti i mammiferi presentano sui globuli rossi l'antigene 0, un glicano associato alla membrana plasmatica. Questo è costituito da due residui glucidici: N-acetilglucosammina e galattosio. A quest'ultimo viene poi aggiunto un residuo di fucosio portando alla formazione dell'antigene H. 
Questa struttura viene ulteriormente modificata da delle glicosiltransferasi che portano all'aggiunta di residui glucidici per formare i diversi antigeni: galattosioaminoacile nel caso del gruppo A, galattosio nel caso del gruppo B. Gli individui del gruppo AB presentano entrambe le aggiunte. Gli individui del gruppo 0 sono invece sprovvisti dell'enzima e quindi presentano semplicemente l'antigene H. La designazione con le lettere A, B, AB (e 0) fu proposta da Ludwik Hirszfeld. 
I quattro gruppi sanguigni del sistema AB0 sono:
| Gruppo | Residui caratteristici             | Anticorpi presenti | Genotipo   |
| ------ | ---------------------------------- | ------------------ | ---------- |
| 0      | -                                  | Anti-A; Anti-B     | ii         |
| A      | N-acetilgalattosamina              | Anti-B             | IAi o IAIA |
| B      | galattosio                         | Anti-A             | IBi o IBIB |
| AB     | N-acetilgalattosamina e galattosio | -                  | IAIB       |

### Sistema Rh
L'antigene Rhesus fu scoperto nel 1940 in uno studio sui macaco rhesus, da cui il nome. Sono proteine idrofobiche non glicosilate, presenti sulla membrana dei globuli rossi. 
Le proteine sono codificate fra due geni correlati e omologhi, anche se viene preso in considerazione solo uno dei due: RhD. Il 15% della popolazione presenta una mutazione su questo gene che rende di fatto le persone prive della proteina e pertanto vengono definite come Rh-negative e possono produrre anticorpi verso la proteina stessa. 
Le reazioni emolitiche associate a Rh sono di particolare importanza nella gravidanza, perché possono dare origine a eritroblastosi fetale.

## Ereditarietà del gruppo sanguigno
Nel sistema AB0 esistono tre possibili alleli che sono responsabili del gruppo sanguigno (allelia multipla). Come per tutti i geni, ogni individuo è portatore di due distinti alleli, uno di eredità paterna e l'altro di eredità materna.
Gli alleli IA e IB sono codominanti, quindi si esprimono sempre; l'allele i è recessivo.
Il gruppo sanguigno della persona è determinato dall'allele o dagli alleli dominanti tra quelli che compongono il suo genotipo; gli alleli recessivi, invece, determinano il gruppo solo se presenti in due copie uguali. In particolare in ogni individuo sarà possibile uno solo dei seguenti genotipi:
| Gruppo sanguigno | Primo allele | Secondo allele |
| ---------------- | ------------ | -------------- |
| 0                | i            | i              |
| A                | IA           | i              |
| A                | IA           | IA             |
| B                | IB           | i              |
| B                | IB           | IB             |
| AB               | IA           | IB             |

## Distribuzione dei gruppi sanguigni nel mondo
La distribuzione nella popolazione varia a seconda delle diverse zone del mondo. 
In Europa e in Nordamerica dominano rispettivamente i gruppi A e 0, mentre in Asia è molto abbondante il gruppo B. L'Europa occidentale è il luogo dov'è più facile trovare individui con Rh negativo, ed è per questo che tale tendenza, nel corso dei secoli, si è diffusa in altri continenti come l'America.
La seguente tabella mostra la distribuzione dei vari gruppi sanguigni del sistema AB0 e Rh in alcuni Stati del mondo:
|             | 0+  | A+  | B+   | AB+  | 0− | A− | B−   | AB−  |
| ----------- | --- | --- | ---- | ---- | -- | -- | ---- | ---- |
| Australia   | 40% | 31% | 8%   | 2%   | 9% | 7% | 2%   | 1%   |
| Canada      | 39% | 36% | 7,6% | 2,5% | 7% | 6% | 1,4% | 0,6% |
| Danimarca   | 35% | 37% | 8%   | 4%   | 6% | 7% | 2%   | 1%   |
| Finlandia   | 27% | 38% | 15%  | 7%   | 4% | 6% | 2%   | 1%   |
| Francia     | 37% | 36% | 9%   | 3%   | 6% | 7% | 1%   | 1%   |
| Regno Unito | 37% | 35% | 8%   | 3%   | 7% | 7% | 2%   | 1%   |
| Italia      | 39% | 36% | 7,5% | 2,5% | 7% | 6% | 1,5% | 0,5% |
| Polonia     | 31% | 32% | 15%  | 7%   | 6% | 6% | 2%   | 1%   |
| Stati Uniti | 38% | 34% | 9%   | 3%   | 7% | 6% | 2%   | 1%   |
| Svezia      | 32% | 37% | 10%  | 5%   | 6% | 7% | 3%   | 2%   |

## Compatibilità dei gruppi sanguigni
Le agglutinine e gli antigeni del sangue pongono dei limiti alla possibilità di trasfondere emazie tra persone appartenenti a gruppi sanguigni diversi. In base alla presenza degli antigeni suddetti, si parla di donatori universali di sangue (o meglio, di emazie) per il gruppo 0 negativo, i cui globuli rossi mancano di tutti gli antigeni, e di donatori universali di plasma per il gruppo AB positivo, che manca nel plasma di tutte le agglutinine.

### Compatibilità per i globuli rossi
|           |       |        | DONATORI | DONATORI | DONATORI | DONATORI | DONATORI | DONATORI | DONATORI | DONATORI |
| 0         | 0     | A      | A        | B        | B        | AB       | AB       |          |          |          |
| 0 Rh−     | 0 Rh+ | A Rh−  | A Rh+    | B Rh−    | B Rh+    | AB Rh−   | AB Rh+   |          |          |          |
| --------- | ----- | ------ | -------- | -------- | -------- | -------- | -------- | -------- | -------- | -------- |
| RICEVENTI | 0     | 0 Rh−  | Si       | No       | No       | No       | No       | No       | No       | No       |
| RICEVENTI | 0     | 0 Rh+  | Si       | Si       | No       | No       | No       | No       | No       | No       |
| RICEVENTI | A     | A Rh−  | Si       | No       | Si       | No       | No       | No       | No       | No       |
| RICEVENTI | A     | A Rh+  | Si       | Si       | Si       | Si       | No       | No       | No       | No       |
| RICEVENTI | B     | B Rh−  | Si       | No       | No       | No       | Si       | No       | No       | No       |
| RICEVENTI | B     | B Rh+  | Si       | Si       | No       | No       | Si       | Si       | No       | No       |
| RICEVENTI | AB    | AB Rh− | Si       | No       | Si       | No       | Si       | No       | Si       | No       |
| RICEVENTI | AB    | AB Rh+ | Si       | Si       | Si       | Si       | Si       | Si       | Si       | Si       |

- Gruppo 0 Rh−: data l'assenza di antigeni sui globuli rossi e l'assenza del fattore Rh, questo tipo di emazie può essere donato a quasi tutti i pazienti. La presenza di ambedue le agglutinine nel plasma fa sì che gli individui con questo gruppo sanguigno possano ricevere solo globuli rossi di gruppo 0 Rh−. È convinzione diffusa che il gruppo 0 Rh− possa essere «donato a tutti», ma non è sempre così poiché, in caso di pazienti politrasfusi, bisogna tener conto di molti altri sistemi di antigeni (Lewis, MNSs, P, I, Duffy e altri) che sono potenzialmente presenti nel sangue del donatore e verso i quali il ricevente potrebbe aver sviluppato anticorpi a causa di trasfusioni precedenti.
- Gruppo 0 Rh+: il fattore Rh limita l'utilizzabilità di questo tipo di emazie solo alle persone con fattore Rh+, indipendentemente dal gruppo sanguigno. Le persone con questo gruppo sanguigno possono ricevere sangue solo di gruppo 0 (Rh+ o Rh−).
- Gruppo A Rh−: la presenza dell'antigene A rende possibile la donazione di questo tipo a persone di gruppo A o AB. Chi ha questo gruppo sanguigno, data la presenza dell'agglutinina beta nel plasma, può ricevere sangue solo da persone di gruppo A− o 0−.
- Gruppo A Rh+: può donare a persone A+ o AB+ e riceverne da 0 e A, indipendentemente dal fattore Rh.
- Gruppo B Rh−: la presenza dell'antigene B porta questo tipo a essere donabile solo a persone di gruppo B e AB. La presenza dell'agglutinina alfa nel plasma fa sì che individui con questo tipo di sangue possano riceverne solo da persone di gruppo 0− o B−.
- Gruppo B Rh+: può donare a B+ e AB+, e riceverne da 0 e B indipendentemente dal fattore Rh.
- Gruppo AB Rh−: può donare solamente a persone di gruppo AB, data la presenza di ambo gli antigeni sui globuli rossi. L'assenza di agglutinine permette a chi possiede sangue di questo gruppo di riceverne da tutti i gruppi con fattore Rh negativo.
- Gruppo AB Rh+: può donare solamente a individui con sangue AB+ ma può riceverne da tutti i gruppi, indipendentemente dal fattore Rh.

### Compatibilità per il plasma
La compatibilità del sistema AB0 per il plasma differisce da quella per le emazie. Mentre per quest’ultima il gruppo 0 Rh- può generalmente donare a tutti, in quanto i suoi globuli rossi mancano di tutti gli antigeni, per il plasma è il gruppo AB ad essere “donatore universale” e il gruppo 0 è compatibile solo con sé stesso.

### Sangue universale
La presenza dei vari gruppi sanguigni rappresenta un grosso ostacolo nel caso di trasfusioni. Alcuni studi sono volti a trattare il sangue in modo da eliminare gli antigeni A, B e Rh e quindi a rendere il sangue "0 negativo". Nel 2007 alcune ricerche danesi hanno ottenuto una prima serie di successi.
Sono anche stati condotti studi sulla possibilità di ottenere un fluido sintetico, in grado di veicolare ossigeno alle cellule con risultati positivi ma non superiori alla trasfusione di sangue.

## In gravidanza
In molti casi il feto ha un gruppo sanguigno diverso da quello della madre, per questo nella donna in gravidanza possono essere presenti anticorpi contro i globuli rossi fetali. A volte questi anticorpi materni sono IgG, una piccola immunoglobulina, che può attraversare la placenta e causare l'emolisi dei globuli rossi fetali, che può portare a malattie emolitiche del neonato.

## Gruppo sanguigno e patologie
Statisticamente è stato rilevata una maggiore frequenza di alcune patologie a seconda del gruppo sanguigno: queste ricerche sono state avviate a partire dai primi anni del 1900, con Alexander (1921), Buchanan (1921), Jansen (1925) e Golfeder (1937).
A partire dagli anni '50 vennero utilizzati criteri scientifici più rigorosi (con Aird), seppur con risultati contrastanti: si evidenziò come il gruppo 0 sarebbe più soggetto a ulcera gastroduodenale, carcinomi della sfera genitale femminile e adenoma pituitario, mentre il gruppo A sarebbe più soggetto al carcinoma gastrico, ma anche a anemia perniciosa, leucemie, neoplasie del colon-retto. Altre ricerche più recenti hanno però rincontrato che l'ulcera gastro-duodenale sarebbe più frequente nel gruppo B e meno nel gruppo A, o che il carcinoma gastrico si verificherebbe maggiormente nel gruppo A e meno nel gruppo ΑΒ.
Altri studi hanno rilevato come il gruppo 0 sarebbe soggetto a maggior rischio di ipertensione arteriosa, i gruppi A e B avrebbero un più alto rischio di eventi tromboembolici, inoltre il gruppo sanguigno A è stato associato a un rischio più elevato rispetto al gruppo 0 di insufficienza cardiaca, aterosclerosi, iperlipidemia e atopia, e rispetto al gruppo B avrebbe maggior rischio di iperlipidemia, apnee del sonno, malattie tromboemboliche e ipertensione arteriosa; il gruppo B è stato associato ad un aumentato rischio di infarto del miocardio rispetto al gruppo 0, concludendo come i gruppi sanguigni differenti dal gruppo 0 avrebbero una salute cardiovascolare e globale peggiore e minore longevità, soprattutto il gruppo sanguigno A.